# Vojna emujev
Vojna emujev, tudi velika vojna emujev (angleško Emu War ali Great Emu War), je bila vojaška operacija, ki jo je konec leta 1932 izvedlo Kraljevo avstralsko topništvo z namenom zatiranja emujev, ki so povzročali nevšečnosti kmetom v okrožju Campion v Zahodni Avstraliji. V poskusu zatiranja teh velikih avtohtonih ptičev neletalcev so sodelovali vojaki, oboroženi s puškomitraljezi Lewis, zaradi česar so mediji nadeli operaciji hudomušen naziv »vojna«.

## Ozadje
Po koncu prve svetovne vojne so se številni avstralski veterani, pa tudi Britanci, lotili kmetovanja v Zahodni Avstraliji, pogosto v odročnih krajih. Ob začetku velike gospodarske krize leta 1929 jih je vlada spodbudila k pridelavi pšenice, med drugim z obljubo subvencije, ki pa je ni izpolnila. Cene pšenice so padale in do oktobra 1932 se je situacija zaostrila: kmetje so se pripravljali na žetev in hkrati grozili, da ne bodo pripravili pridelka za transport.
Težave je še poslabšal prihod gruče kar 20.000 emujev na to območje. Selitev emujev z obalnih predelov v notranjost po paritveni sezoni je običajen pojav, tu pa so ptiči naleteli na ugodne razmere, saj so našli očiščeno ozemlje in dodatne zaloge vode, ki so jih kmetje pripravili za živino. Pričeli so zahajati na kmetijska zemljišča, predvsem na odročnih predelih okrog krajev Chandler in Walgoolan, kjer so obžirali in s svojimi iztrebki onesnaževali pridelek, poleg tega pa so delali luknje v ograjah, namenjenih zaščiti pred kunci.
Kmetje so bili zaskrbljeni glede ptičev, ki so jim uničevali pridelek, zato so poslali delegacijo veteranov na sestanek z obrambnim ministrom Sir Georgeom Pearceom. Kot udeleženci v prvi svetovni vojni so bili seznanjeni z učinkovitostjo strojnic, zato so zaprosili za njihovo uporabo. Minister je rade volje pristal, pod pogojem, da bo strojnice uporabljalo samo aktivno vojaško osebje, da bo njihov prevoz financirala zvezna vlada Zahodne Avstralije in da bodo kmetje poskrbeli za prehrano, nastanitev ter stroške streliva. Pearce je javno kot razlog za podporo navedel, da bodo ptiči dobra strelska vaja, po mnenju nekaterih poslancev pa naj bi se predvsem želel izpostaviti kot funkcionar, ki je priskočil na pomoč kmetom v težavah, od česar bi imel politično korist. V prid temu govori dejstvo, da je z vojaki odšel tudi direktor fotografije oddaje Fox Movietone za publiciteto.

## Potek operacije
Vojaška operacija naj bi se pričela oktobra 1932 pod poveljstvom majorja G. P. W. Mereditha iz sedme enote težkega topništva Kraljevega avstralskega topništva. Poveljeval je paru vojakov, oboroženih z dvema puškomitraljezoma Lewis in 10.000 kosi streliva. Vendar pa je operacijo zakasnilo deževje, zaradi katerega so se emuji razpršili po širšem območju. Dež je 2. novembra 1932 ponehal, nakar je enota stopila v akcijo z ukazom pomagati kmetom in, sodeč po časopisnem prispevku, zbrati 100 emujevih kož, da bi njihova peresa uporabili za izdelavo klobukov za lahko konjenico.

### Prvi poskus
Možje so 2. novembra odšli v Campion, kjer so opazili 50 emujev. Ptiči so bili izven dosega strojnic, zato so jih lokalni prebivalci poskusili zgnati v zasedo, a so se ptiči ločili v manjše skupine in pričeli teči, tako da jih je bilo težko naciljati. Prvi rafal zaradi razdalje ni imel učinka, drugi pa je pokosil »nekaj« ptičev. Kasneje isti dan so naleteli na manjšo jato in jih pobili »okrog ducat«.
Naslednji pomembnejši dogodek se je zgodil 4. novembra. Meredith je postavil zasedo pri manjšem jezu, ki se mu je približevala skupina več kot 1000 emujev. Tokrat so vojaki počakali, da so se ptiči približali, a se je strojnica kmalu zataknila, tako da je spet padlo zgolj ducat emujev, ostali pa so se razbežali. Do konca dneva niso opazili nobenega več.
V naslednjih nekaj dneh se je Meredith odločil premakniti proti jugu, kjer naj bi bili ptiči »dokaj krotki«, a prav tako ni bilo večjega uspeha. Nekega dne se je celo domislil namestiti eno od strojnic na tovornjak, ki pa je bil prepočasen za emuje in strelca je med vožnjo tako premetavalo, da ni mogel izstreliti niti naboja. Do 8. novembra, šest dni po prvem »spopadu«, so porabili 2.500 kosov streliva, število žrtev med ptiči pa ni natančno znano. Po eni od različic zgodbe naj bi jih pobili zgolj 50, ostale ocene pa se gibljejo med 200 in 500–slednjo so prispevali kmetje. Meredith je v uradnem poročilu še zabeležil, da med njegovimi možmi ni bilo mrtvih ali ranjenih.
Predstava, da bodo preprosto streljali z neposredne bližine v strnjeno množico emujev, se je torej kmalu razblinila, saj so se ptiči izkazali za zelo gibčne. 8. novembra so o operaciji razpravljali v predstavniškem domu avstralskega parlamenta. Glede na negativen odziv v lokalnem časopisju (nekateri novinarji so trdili, da je pilo pobitih »zgolj nekaj« emujev) je Pearce še isti dan odredil umik vojaškega osebja in strojnic.
Po umiku je major Meredith ptiče primerjal z Zulujci in izrazil občudovanje nad osupljivo gibčnostjo emujev, tudi hudo ranjenih:
Če bi imeli vojaško divizijo z odpornostjo proti strelom, kot so jo izkazali ti ptiči, bi se lahko soočila s katerokoli vojsko na svetu ... Pri soočenju s strojnicami so tako neranljivi kot tanki. So kot Zulujci, ki jih niti naboji dumdum niso mogli ustaviti.

### Drugi poskus
Emuji so tudi po umiku vojske povzročali škodo na poljščinah. Kmetje so znova zaprosili za pomoč ter navedli, da sta vročina in suša prignali na tisoče emujev na kmetijska zemljišča. Nadaljevanje vojaške pomoči je močno podprl takratni deželni premier James Mitchell, pripomoglo pa je tudi poročilo poveljnika oporišča, ki je zapisal, da je bilo v operaciji pobitih 300 emujev.
Minister za obrambo je tako 12. novembra odobril nadaljevanje vojaškega posredovanja. Svojo odločitev je na seji senata utemeljil z razlago, da so vojaki nujni za boj proti resni grožnji, ki jo velika populacija emujev predstavlja za kmetijstvo. Vojska je sprva nameravala posoditi orožje vladi Zahodne Avstralije, ki naj bi prispevala osebje, a so na koncu znova poslali enoto pod Meredithovim poveljstvom, saj se je izkazalo, da v deželi ni dovolj izkušenih strelcev.
Vojska je odšla na teren 13. novembra 1932 in v prvih dneh dosegla zmeren uspeh z usmrtitvijo približno 40 emujev. Tretji dan je bil manj uspešen, do 2. decembra pa so usmrtili v povprečju približno 100 ptičev na teden. Meredithovo enoto so odpoklicali 10. decembra. V poročilu je Meredith navedel 986 usmrčenih emujev pri porabi 9.860 enot streliva, torej natanko 10 nabojev na potrjeno usmrtitev. Poleg tega je trdil, da so ranili še 2.500 ptičev, ki so poškodbam podlegli naknadno.

## Kasnejši dogodki
Kljub težavam in razmeroma nizki učinkovitosti so kmetje iz te regije znova zaprosili za vojaško pomoč v letih 1934, 1943 in 1948, a jih je vlada vsakič zavrnila. Namesto tega so se osredotočili na sistem premij za ubite emuje, ki so ga bili vzpostavili že leta 1923 in se je izkazal za učinkovitejšega: zgolj v šestih mesecih leta 1934 je bilo izplačanih 57.034 nagrad.
Vest o »vojni emujev« se je do konca leta 1932 razširila tudi izven Avstralije in dosegla Združeno kraljestvo, kjer so nekateri okoljevarstveniki protestirali proti »iztrebljenju redkega emuja«. Tudi ugledni avstralski ornitolog Dominic Serventy je akcijo označil za »poskus množičnega uničenja ptičev«.